# Salvo buon fine
Nella tecnica bancaria italiana e nella pratica commerciale in genere, la clausola di salvo buon fine (spesso indicata in sigla come "s.b.f." o "sbf") è una condizione della ricezione di un pagamento effettuato mediante la girata di un titolo, pagamento del quale si dà quietanza provvisoria; quando il titolo verrà portato all'incasso, in assenza di contestazioni sulla validità e/o sulla copertura del titolo, e quindi a titolo onorato, il pagamento si considererà perfezionato e con esso sarà assolta l'obbligazione di chi deve effettuare il pagamento, e non in tempo reale come in altri paesi.
In pratica, il titolo (il caso tipico riguarda un pagamento effettuato con assegno bancario) viene accettato con presunzione temporanea di validità e dal momento dell'accettazione possono immediatamente farsi decorrere conseguenze pratiche del pagamento (ad esempio la consegna di un bene o l'erogazione di un servizio o l'esecuzione di una prestazione); tuttavia, se il titolo viene accettato con questa condizione, l'eventuale successivo mancato buon fine comporta giuridicamente che il pagamento non è stato effettuato.
La pratica commerciale di ricevere titoli salvo buon fine presenta il vantaggio di consentire di dare immediato effetto alle obbligazioni contrattuali legate al pagamento, senza dover attendere i tempi per la negoziazione dell'assegno, che in Italia non è ancora in tempo reale, come nel resto del mondo, ma presenta anche alcuni rischi concretamente riferiti al mancato pagamento del titolo.

## Il "fine" dell'assegno bancario
Specie nella pratica commerciale, ma anche nei rapporti economici fra privati, in Italia, il buon fine si applica principalmente ai contratti in cui il pagamento è costituito da un assegno bancario. A differenza infatti di quelli effettuati con assegno circolare, ad esempio, l'assegno bancario non necessariamente verrà onorato dallo sportello sul quale è tratto, presentandolo cioè all'incasso non è detto che se ne riceva sempre il corrispondente valore in moneta.
Se la banca di traenza corrisponde all'intestatario il denaro indicato nell'assegno, il pagamento si perfeziona perché la condizione relativa al buon fine è verificata: chi doveva ricevere il pagamento ha ottenuto ciò che gli spettava, quindi chi doveva pagare ha pagato e pertanto i rapporti giuridici si perfezionano automaticamente senza necessità di ulteriore specificazione. Il fine "buono" è perciò quello in cui l'assegno è onorato dalla banca di traenza.
Se viceversa l'assegno non è onorato, il pagamento risulta come non effettuato. Il problema risiede proprio nella citata già anticipata esecuzione delle obbligazioni di chi doveva ricevere il denaro, perciò un bene potrebbe essere stato consegnato, un servizio reso e comunque la prestazione dovuta eseguita, ma in mancanza di pagamento. In dipendenza dei termini di contratto e dell'eventuale qualità di esecutività del titolo, chi ha ricevuto il titolo dovrà attivarsi e agire per l'ottenimento di quanto di sua spettanza. Un problema accessorio è in genere rappresentato dai tempi di comunicazione del mancato buon fine, quando l'assegno sia stato affidato dal ricevente alla propria banca per negoziarne l'incasso con eventuale accredito sul proprio conto.
Il "fine", buono o non buono, si verifica perciò soltanto presso la banca trattaria. O allo sportello, in caso di presentazione diretta, o a seguito degli scambi intrattenuti fra banche nella cosiddetta "camera di compensazione", in cui si scambiano giornalmente i titoli rispettivamente ricevuti per l'incasso dai propri clienti.

### Il "mancato buon fine" dell'assegno bancario
Il problema più frequente è la mancanza parziale o totale di copertura dell'assegno, detta tecnicamente "mancanza di provvista": se nel momento della sua presentazione all'incasso sul conto corrente non ci sono sufficienti fondi per raggiungere l'importo dell'assegno, l'assegno (che si definisce "scoperto" o "a vuoto") non verrà onorato.
Oltre al caso della integrale falsità dell'assegno (assegno tipograficamente realizzato illegalmente), ed a quello dell'assegno rubato od a firma falsificata, vi sono poi i casi dell'assegno emesso da soggetto privo di legittimazione ad emetterne, vuoi perché non sia il titolare del conto corrente, vuoi perché ad esempio l'assegno sia tratto su un conto intestato a soggetto del quale chi lo spicca dichiari di avere la rappresentanza e nella verifica dell'effettiva rappresentanza si manifesti errore o dolo. In questo caso, tecnicamente detto "mancanza di autorizzazione", le responsabilità individuali della persona fisica che ha spiccato l'assegno si aggiungono alle responsabilità della persona giuridica per conto della quale lo aveva emesso, indipendentemente dal fatto che la persona giuridica irregolarmente rappresentata fosse tenuta o meno a quel pagamento.
L'emissione irregolare di assegni, sia in mancanza di provvista che in mancanza di autorizzazione, in Italia una volta era reato, ma in tempi recenti (1999) le fattispecie sono state convertite ad illeciti amministrativi.
Vi possono poi essere anche irregolarità formali come quelle nelle girate degli assegni o quelle relative all'errore nella intestazione. Sono più rare complicazioni derivanti da furbesca combinazione di limiti accessori come la non trasferibilità e la doppia barratura; il portatore dell'assegno perciò, ove il cassiere dell'istituto di traenza si rifiuti (legittimamente) di onorarlo, può solo versarlo su un proprio conto corrente di corrispondenza, con dispendio di tempi nei quali potrebbe avvenire una chiusura del conto di traenza, oppure potrebbero decadere eventuali termini di presentazione. Questi consistono nel principio che dalla data riportata sull'assegno le banche possono prevedere un certo numero di giorni  entro i quali presentare l'assegno per l'incasso a pena di vederlo non onorato. Inoltre può riscontrarsi una non rispondenza della firma a quella depositata presso l'istituto di traenza o piccoli errori materiali su data e luogo di traenza. In questi casi l'incasso sarebbe reso difficoltoso o del tutto impedito per ragioni procedurali delle quali la responsabilità potrebbe non essere ascritta al soggetto che emette l'assegno ma a colui che, non applicando le comuni cautele, lo riceva.
Altre gravi cause di mancato buon fine potrebbero essere la chiusura del conto corrente sul quale l'assegno è spiccato o la perdita della capacità giuridica di chi lo ha emesso.
In sistemi di diritto anglosassone e germanico, è consentito il «richiamo» dell'assegno dopo la sua emissione: anche dopo cioè che l'assegno sia stato ricevuto, chi l'aveva emesso potrebbe "bloccarlo" ordinando legittimamente alla sua banca di non pagarlo. Questa pratica è diffusa anche per le transazioni online, nelle quali un pagamento effettuato con carta di credito potrebbe essere richiamato.
In più, per quanto riguarda la negoziazione di assegni bancari (o simili titoli) tratti su istituti di paesi stranieri, può accadere che problemi di vario genere, non ultime l'assenza di relazioni commerciali dirette (anche solo fra gli istituti di credito del traente e del percipiente) ed una insufficiente tutela giuridica del negozio giuridico a causa di problemi di diritto internazionale, richiedano procedure di incasso eccessivamente onerose o addirittura impediscano l'incasso.

### Protezioni contro il mancato buon fine dell'assegno
Contro il mancato buon fine dell'assegno le principali protezioni sono di natura essenzialmente eterodossa, dal momento che la principale consiste nel ricorso diretto od indiretto a servizi di natura assicurativa, in mancanza di un metodo punitivo giuridico funzionante. Questi servizi coprono il rischio di mancato pagamento applicando parametri di varie nature e presumendo quindi coefficienti di rischio estrapolati da statistiche generali.
Un sistema indiretto, cui ricorrono ad esempio i commercianti, è l'adesione a servizi di verifica immediata, i quali a seguito di accesso a dati come quelli detenuti da una centrale rischi assegnano una autorizzazione molto simile a quella richiesta per l'accettazione delle carte di credito: il commerciante comunica telefonicamente i dati dell'assegno proposto in pagamento ed il sistemista confronta dati del conto e dell'emittente e fornisce in breve tempo la risposta. Se l'autorizzazione viene concessa, in caso di successivo mancato buon fine il danno sarà a carico del servizio di verifica, che a sua volta è per l'appunto assicurato contro questi rischi.
Questi servizi però, in ragione dei loro costi, non sono alla portata del singolo privato che occasionalmente riceva assegni in pagamento e che non ha molti altri modi di tutelarsi preventivamente, nel momento dell'accettazione del titolo, se non... evitando sinché possibile di ricorrere al salvo buon fine e quindi evitando di accettare assegni bancari in pagamento. Le modifiche introdotte nel sistema bancario dalla normativa in materia di privacy hanno peraltro reso di fatto impraticabile il ricorso al tradizionale metodo del "consiglio del direttore", che consisteva nella semplice verifica di copertura del titolo che lo sportello bancario del ricevente richiedeva telefonicamente all'omologo sportello del soggetto emittente; all'esito della verifica il direttore, o chi per lui, "consigliava" al suo cliente di accettare o meno l'assegno. La pratica, che sfruttava in senso protettivo il segreto bancario dato che non poteva essere pubblicamente dichiarata, era di buon uso poiché se l'assegno fosse risultato scoperto, se lo si fosse presentato all'incasso si sarebbero dovute inevitabilmente attivare procedure automatiche sanzionatorie e burocratiche relative all'emissione di "assegno a vuoto"; perciò chi doveva ricevere il pagamento, sapendo che l'assegno era a vuoto non lo incassava, potendo nel frattempo più utilmente provare ad ottenere via breve dalla controparte un diverso titolo, stavolta valido, ed ottenere quanto di sua spettanza.

## Il "salvo buon fine" nella tecnica bancaria
Anche nei servizi di credito commerciale la condizione di salvo buon fine è posta su un'operazione che comporta l'accredito sul conto corrente del presentatore dell'importo rappresentato da un titolo di credito prima che l'istituto bancario abbia provveduto all'effettivo incasso dell'importo stesso.
La funzione di questi servizi bancari è quella di fornire liquidità immediata contro presentazione di titoli il cui esito non è certo, quindi è rilevante ad esempio in operazioni pro solvendo, con rischio quindi a carico di chi presenta i titoli.
La clausola sta infatti ad indicare la possibilità, da parte dell'istituto di credito, di riaddebitare la somma accreditata senza ulteriori autorizzazioni del correntista, gravata inoltre delle spese sostenute, nel caso in cui non sia stato possibile provvedere all'incasso, ossia che l'operazione non sia appunto andata a buon fine. In linea di massima, l'operazione di riaddebito prevede la restituzione al presentatore del titolo impagato, con allegato l'atto di protesto nel caso dei titoli cosiddetti con spese (cambiali, tratte accettate e assegni).
La clausola di accredito salvo buon fine, oltre agli assegni di cui si è detto, si applica tipicamente a diverse operazioni:
- Sconto di cambiali e tratte accettate
- Anticipazione di portafoglio commerciale, tipicamente ricevute bancarie
- Anticipazione di credito commerciale, in particolare anticipazione di somme dovute da terzi dietro presentazione delle fatture relative ad una fornitura.

Per estensione, il termine salvo buon fine definisce in gergo bancario le operazioni che comportano l'applicabilità di questa clausola, e in particolare le operazioni di anticipazione di portafoglio commerciale.